# Asplenium gemmiferum
Asplenium gemmiferum är en svartbräkenväxtart som beskrevs av Heinrich Adolph Schrader. Asplenium gemmiferum ingår i släktet Asplenium och familjen Aspleniaceae. Inga underarter finns listade.